# Por una mujer
Por una mujer és una sarsuela en dos actes, original d'Antonio Paso i Ricardo González del Toro i música de Joan Baptista Lambert. S'estrenà al Teatre Tívoli de Barcelona, el 29 d'octubre de 1924.
Hom distingeix la romança del baríton "Carretera castellana" i únic fragment que ha quedat del repertori d'aquest compositor. L'acció passa en un poblet situat a la carretera de Madrid a Segovia.